# تصفیه‌خانه قند ورامین
تصفیه‌خانه قند ورامین یا کارخانه قند ورامین یک پالایشگاه شکر مربوط به دوره پهلوی است و در ورامین، بلوار شهید قدوسی، مابین خیابان روغن کشی و خیابان درختی (خیابان شهید چمران) واقع شده‌است. این اثر در تاریخ ۷ مهر ۱۳۸۱ با شمارهٔ ثبت ۶۱۴۶ به‌عنوان یکی از آثار ملی ایران به ثبت رسید.
کارخانه قند ورامین از ظرفیت‌های فراوانی برخوردار است به طوری که می‌تواند در صورت حمایت و تأمین مواد اولیه، بیش از هفتصد تن در روز تولید کند. این کارخانه در ماه به بیش از پانزده هزار تن مواد اولیه نیاز دارد.
محلهٔ کارخانهٔ قند ورامین یکی از محله‌های شهر ورامین محسوب می‌شود که به دلیل پدید آمدن در اطراف این کارخانه در میان مردم بومی به این نام شناخته می‌شود.

## تاریخچه
طراحی تصفیه‌خانه قند ورامین را نیکلای مارکف معمار روس در سال ۱۳۱۲ انجام داد اما تجهیز و راه‌اندازی کارخانه به مهندسان اهل چکسلواکی سپرده شد. ساخت این کارخانه در سال ۱۳۱۳ پایان یافت و تولید قند را آغاز کرد.
برای تأمین چغندر مورد نیاز کارخانه، اداره کل فلاحت و صناعت در چهارم آبان ۱۳۱۲ مصوبه‌ای در مجلس شورای ملی گذارند که این روستاهای ورامین که از املاک خالصه دولتی بودند به مدت پانزده سال به اجاره کارخانه قند ورامین در بیاید: رین باجک، امرآباد، احمدآباد (چهاردانگ)، موسی‌آباد (سه دانگ)، خیرآباد، پوئینگ، صالح‌آباد، یوسف‌آباد، شمس‌آباد، کویرآباد، خالدآباد، شهرستان حسن‌آباد، ظهیرآباد، خورین، کتلان، کل عباس (یک دانگ و نیم) طوغان، خاوه و ایجدان.
اما کارخانه قند ورامین سرانجام بعد از ۸۱ سال فعالیت به علت مشکلات اقتصادی و کمبود مواد اولیه، فعالیت خود را با ۲۸۵ کارگر متوقف کرد و تعطیل شد. اما پس از دو سال، از هفدهم دی ۱۳۹۶ فعالیت دوباره خود را آغاز کرد.

## نگارخانه

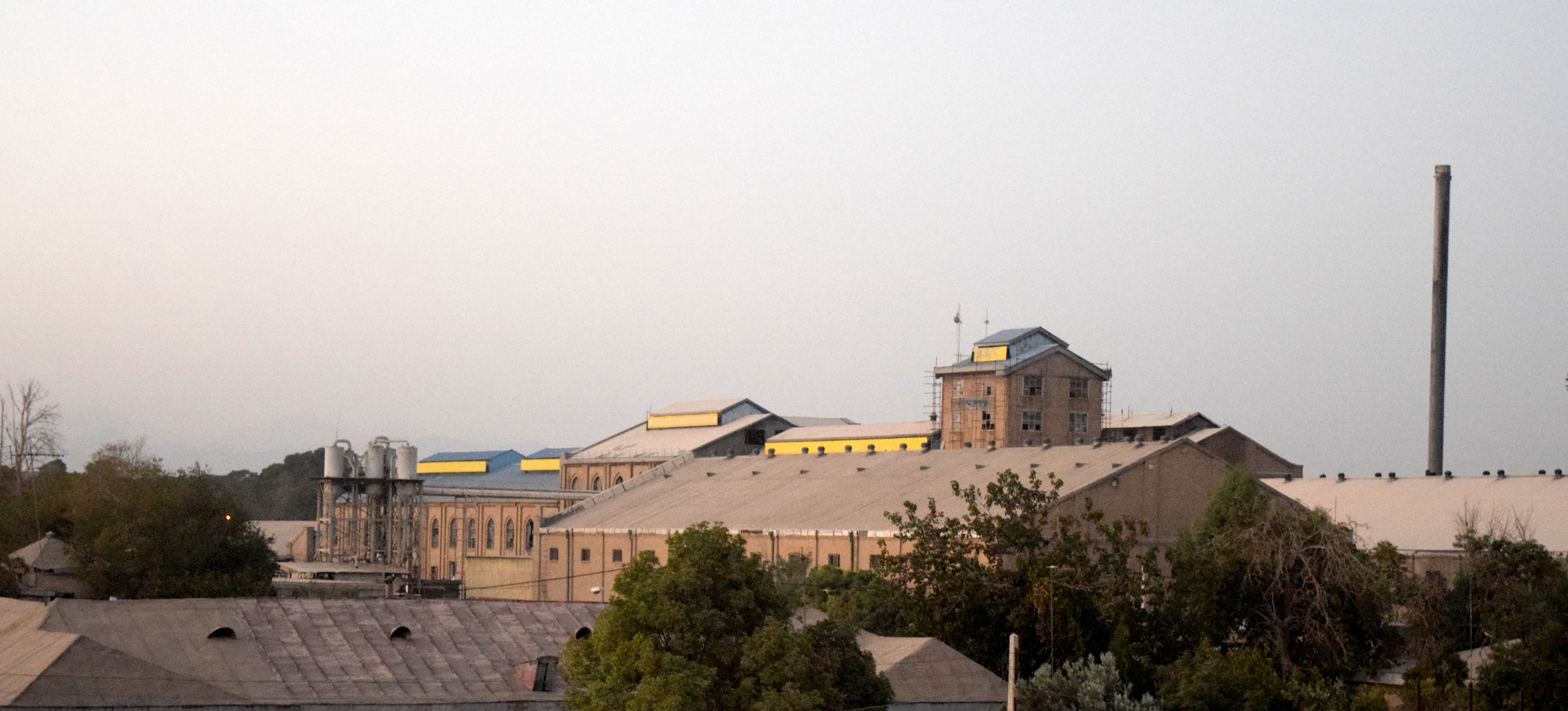
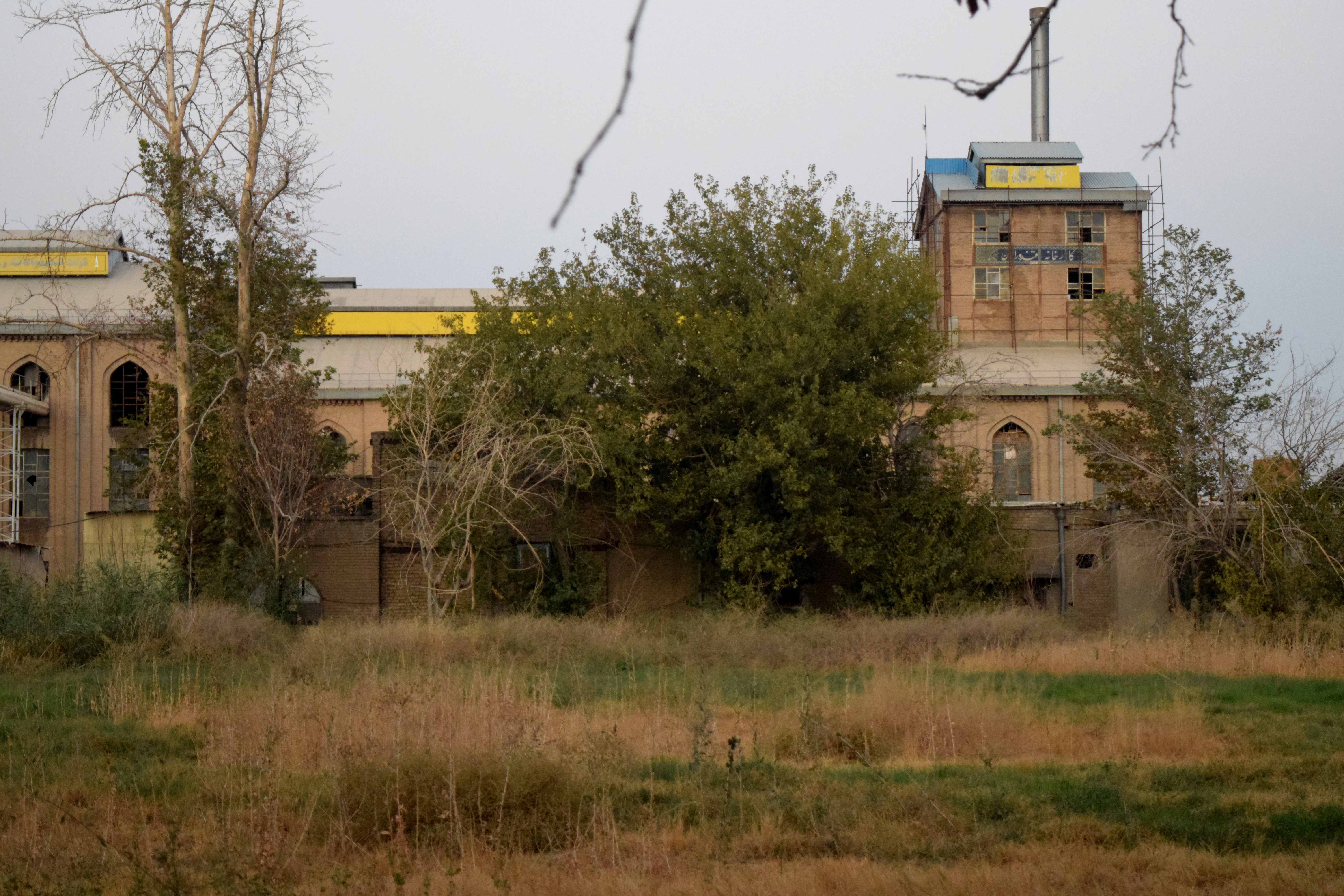
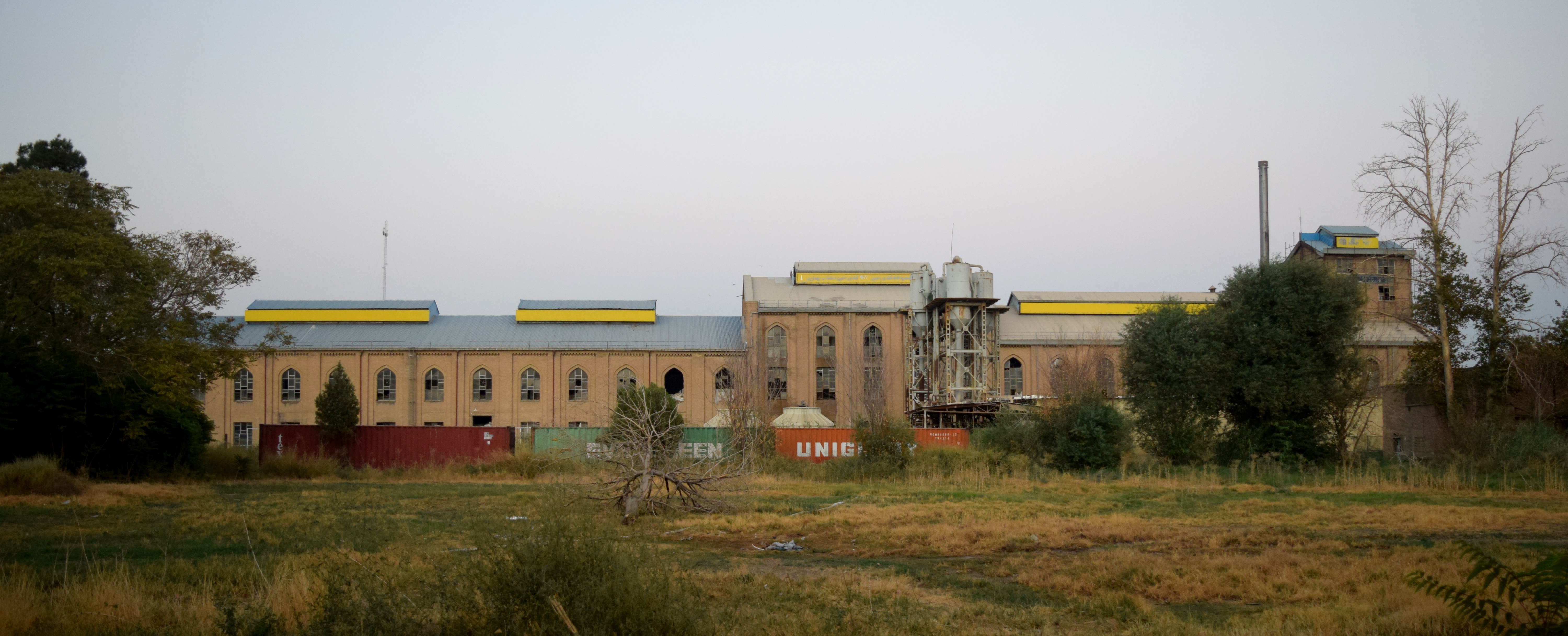